# Diamant quadricolore
Erythrura prasina
Espèce
Statut de conservation UICN

 LC  : Préoccupation mineure
Le Diamant quadricolore (Erythrura prasina), Pape quadricolore ou Pape des prairies, est une espèce de petit passereau d'Asie appartenant à la famille des Estrildidae.

## Habitat et alimentation
Cet oiseau se trouve en Thaïlande, à Java et Sumatra, en Malaisie, au Vietnam, au Laos-Ouest et au Cambodge. On le voit aux abords des bois et dans les champs de bambous où il mange surtout des graines d'herbes et de bambous. Il provoque également beaucoup de dommages dans les plantations de riz.
Une population isolée vit dans le même environnement, mais uniquement à Bornéo. Elle est considérée comme une sous-espèce distincte, Erythrura prasina coelica.

## Description

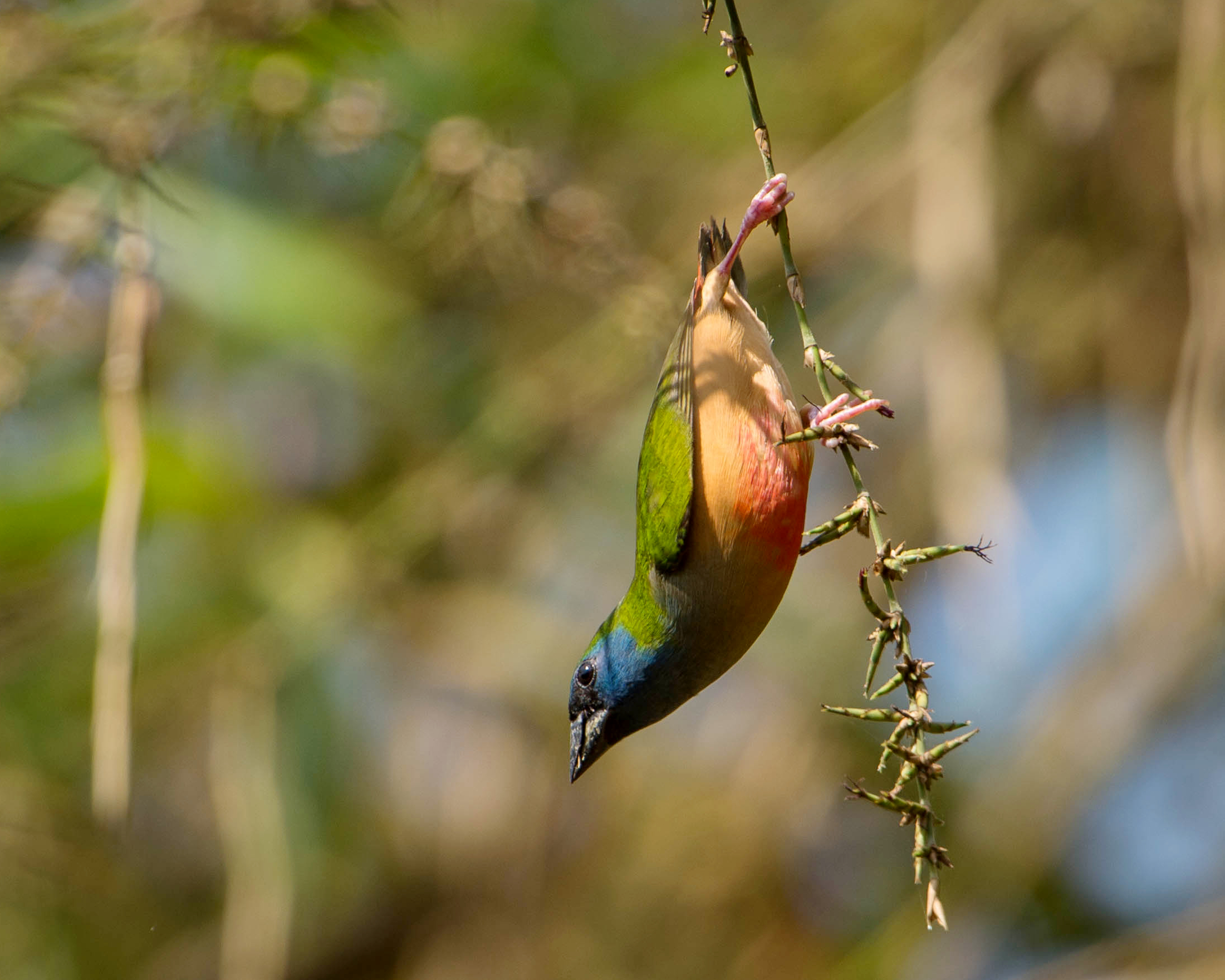
Parc national de Kaeng Krachan, Thaïlande.

Le mâle a le dos et les ailes verts, la tête et la gorge bleu cobalt, la poitrine et les contours du ventre ocre et le centre du ventre, le croupion et la queue rouge. La rectrice du mâle est plus longue que la femelle. La femelle est moins accentuée, n'a pas de rouge sur le ventre et la tête. La queue de la femelle est plus petite et plus terne. 
On voit également dans la nature des mâle et femelle à ventre, croupion et queue jaune mais cela correspond à un très faible pourcentage de la population.
La population isolée de Bornéo (E. p. coelica) a pour différence : le bleu du mâle s'étend jusqu'à la poitrine.

## Mode de vie
Ils vivent en bande de plusieurs centaines d'individus.

## Reproduction
Ils construisent un nid en forme de dôme avec une ouverture frontale dans des buissons, des arbres et des plantes grimpantes ou à faible hauteur dans les herbes.

## Sous-espèces
D'après la classification d'Alan P. Peterson, il existe deux sous-espèces du diamant quadricolore :
- Erythrura prasina coelica E.C.S. Baker, 1925 ;
- Erythrura prasina prasina (Sparrman, 1788).